# السوار (العرش)

تعديل مصدري - تعديل

السوار هي إحدى قرى عزلة العرش بمديرية العرش التابعة لمحافظة البيضاء، بلغ تعداد سكانها 497 نسمة حسب تعداد اليمن لعام 2004.